# 血清学
血清学（けっせいがく、英語：serology）とは血清に関する医学の研究分野を指すが、実際上は特に、血清に含まれる抗体の検査・診断に関する分野を指すことが多い、臨床検査のひとつ。
このような抗体には病原体、その他の外来性蛋白質（アレルゲン、輸血由来など）、あるいは自己蛋白質（自己免疫疾患の場合）に対するものがある。血清学的血液検査として最もよく知られるのは血液型の判定であるが、その他に感染症が疑われる場合や、関節リウマチなどに対してもよく行われる。また抗体欠如を伴う免疫疾患（例えば伴性無ガンマグロブリン血症など）の判定にも用いられる。血清学的検査は血清に限らず、精液、唾液などの体液も対象にでき、法医学領域でも応用される。
以上とやや異なる意味として、抗原抗体反応を応用して抗原の検査・判定を行う免疫学的検定のことを、血清学(的検定)と呼ぶことも多い。この意味から派生した用語として、血清型の病原体やその他微生物の血清学的検定による分類などがある。